# Dobok

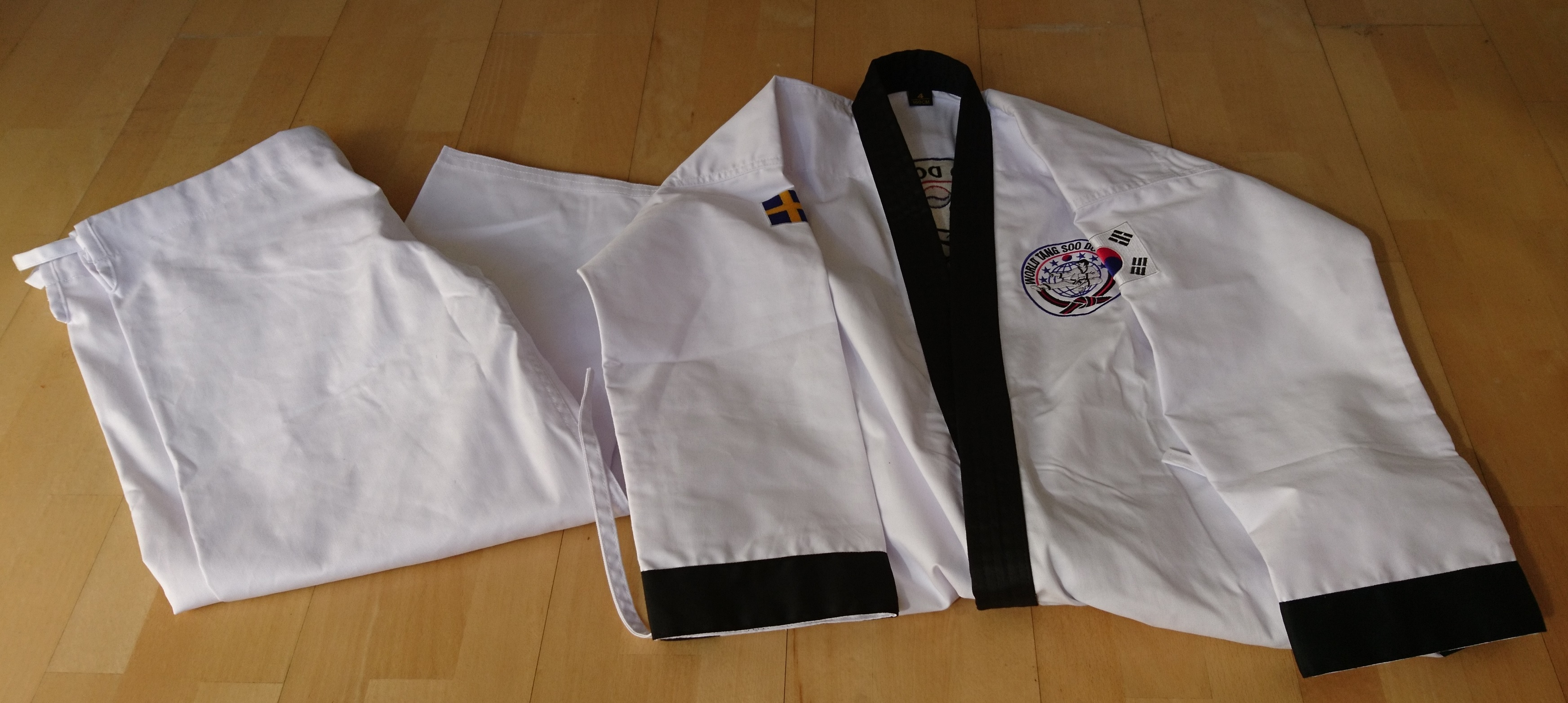
Black Belt Tang Soo Do Dobok

Dobok – nazwa pochodząca z języka koreańskiego, używana do określenia ubrania treningowego w koreańskich sztukach walki.  Odpowiednik japońskiego Gi. Przez laików nazywany kimonem.
Nazwa dobok używana jest przede wszystkim przez osoby trenujące Taekwondo.
Dobok składa się z 3 elementów: bluzy (sang-i), spodni(ha-i) i pasa (ti).
Krój doboku różni się w zależności od reprezentowanej federacji i stopnia zaawansowania.